# Santa Quitéria do Maranhão
Pour les articles homonymes, voir Santa Quitéria.
Santa Quitéria do Maranhão est une municipalité brésilienne située dans l'État du Maranhão.

## Sport
La ville dispose de son propre stade, le Stade Daniel Rodrigues Leal, dans lequel évolue à domicile la principale équipe de football de la ville du Santa Quitéria FC.